# Felicior Augusto, melior Traiano
Felicior Augusto, melior Traiano o Sis felicior Augusto, melior Traiano è una locuzione latina che significa "Possa tu essere più fortunato di Augusto [e] migliore di Traiano".
Era la formula augurale che il Senato romano utilizzava per l'investitura degli ultimi imperatori romani. La frase si riferisce al benessere percepito durante i principati di Augusto (27 a.C.–14 d.C.) e Traiano (98–117), ricordando in particolare il titolo di Traiano Optimus Princeps, ovvero "il migliore tra gli imperatori", quale esempio di modestia imperiale. La frase fu usata fino almeno al IV secolo, quando l'Impero romano cambiò radicalmente carattere rispetto a ciò che era stato sotto il dominio di Traiano.